# Azura Skye
Azura Dawn Storozynski - artiestennaam Skye - (Los Angeles, 8 november 1981) is een Amerikaans actrice. Omdat haar ouders zich interesseerden voor mineralogie, vernoemden die haar naar het blauwe mineraal azuriet. Haar achternaam als actrice is een toespeling daarop en betekent 'lucht', als in 'azuurblauwe lucht'. Skye is een kleindochter van de zeven maanden voor haar geboorte overleden acteur Brad Johnson.
Skye verscheen eenmalig in een aantal televisieseries en had een paar rollen in televisiefilms voordat ze in 1999 debuteerde op het witte doek met een naamloos rolletje in de komedie Edtv. Hetzelfde jaar werd ze gecast als Jane Cooper, een van de vier hoofdpersonages in de komedieserie Zoe, Duncan, Jack & Jane. Sindsdien speelde Skye rollen in meer dan twintig films en wederkerende personages in een aantal andere televisieseries. Eigenlijk verscheen ze in Buffy the Vampire Slayer maar één keer als haar personage Cassie Newton. Toen ze een maand later nogmaals te zien was in de aflevering Conversations with Dead People, was dat verhaaltechnisch als entiteit die zich alleen voordoet als Newton.
Naast vaste rollen speelde Skye ook eenmalig in meer dan vijftien televisieseries. Zo was ze te zien in losse afleveringen van onder meer Touched by an Angel, Chicago Hope, Smallville, John Doe, Judging Amy, House, Bones, Ghost Whisperer, The Mentalist en Cold Case.

## Filmografie
*Exclusief televisiefilms, tenzij vermeld
| - The Swerve (2018) - The Men (2017) - Take Me to the River (2015) - Ascent to Hell (2014) - Least Among Saints (2012) - 20 Years After (2008) - One Missed Call (2008) - God's Beach (2007) - What We Do Is Secret (2007) - Heavens Fall (2006) - Thanks to Gravity (2006) - Wristcutters: A Love Story (2006) | - Sexual Life (2005) - The Wendell Baker Story (2005) - Carolina (2003) - Red Dragon (2002) - Confessions of an Ugly Stepsister (2002, televisiefilm) - The Salton Sea (2002) - Bandits (2001) - Town & Country (2001) - Buck Naked Arson (2001) - 28 Days (2000) - Dementia (1999) - EDtv (1999) |

## Televisieseries
*Exclusief eenmalige gastrollen
- Riverdale - Darla (2018-2019, drie afleveringen)
- Working the Engels - Sandy Engel-Karinsky (2014, twaalf afleveringen)
- American Horror Story - Fiona (2011, vier afleveringen)
- The Minor Accomplishments of Jackie Woodman - Skyler (2006-2007, acht afleveringen)
- CSI: Miami - Susie Barnam Keaton - (2003-2005, vier afleveringen)
- Buffy the Vampire Slayer - Cassie Newton / First Evil (2002, twee afleveringen)
- Zoe, Duncan, Jack & Jane - Jane Cooper (1999-2000, 24 afleveringen)

- Gemeinsame Normdatei: 1061436284
- International Standard Name Identifier: 0000 0000 7271 1830
- Library of Congress Control Number: no2009176314
- Nationale Bibliotheek van Polen: a0000001601493
- Virtual International Authority File: 102998718
- WorldCat: E39PBJc7WfQjq9V86PQcd3GmBP